# ArcelorMittal Sestao

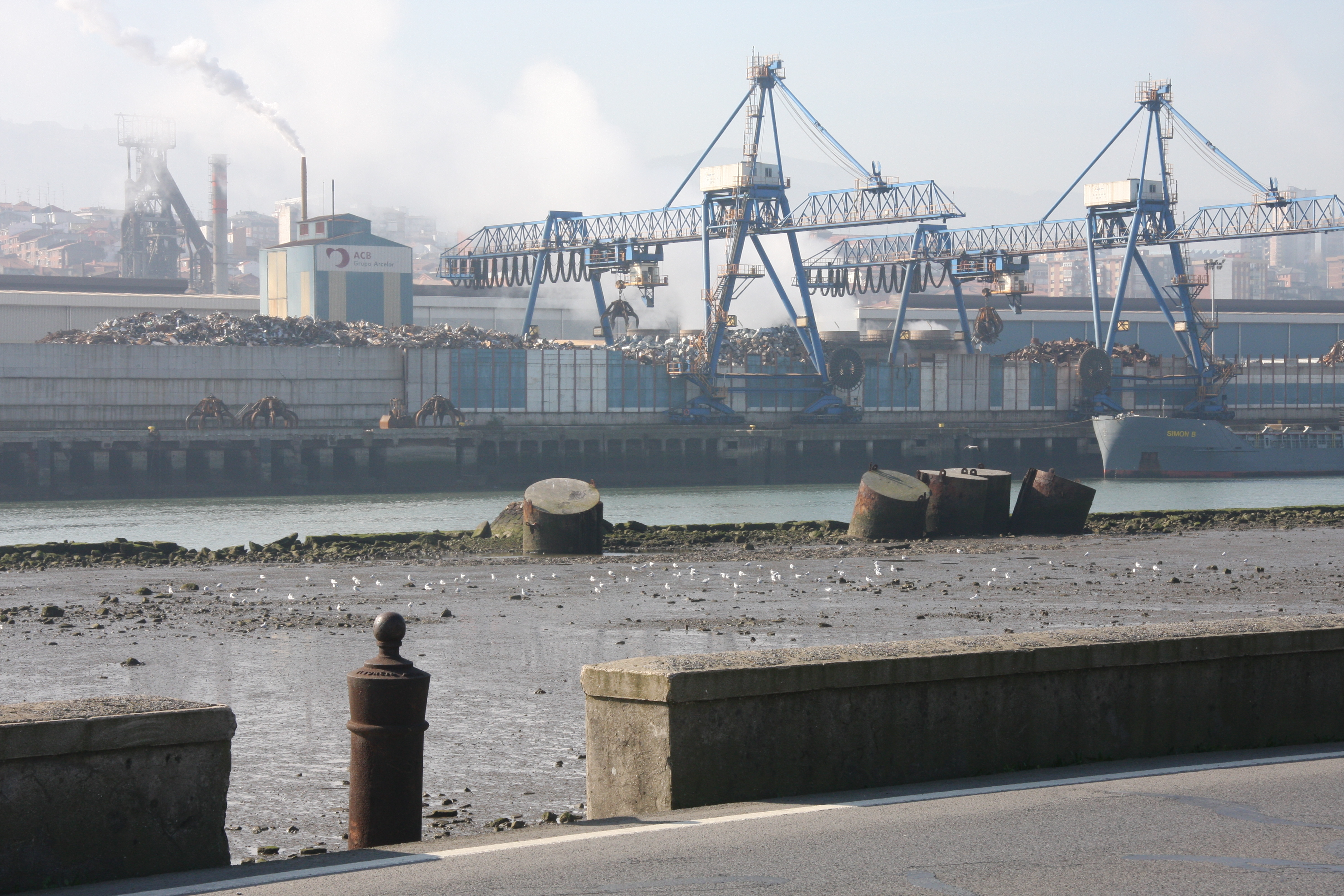
Vista de las instalaciones de ArcelorMittal Sestao desde la orilla opuesta del Nervion (en Lejona)

ArcelorMittal Sestao (conocida popularmente como Acería Compacta de Bizkaia o ACB) es una empresa española de fabricación de acero. 
Filial del grupo ArcelorMittal, en sus inicios esta poseía el 80% de sus acciones, y por ello esta factoría contaba con cierto grado de autonomía dentro del grupo, debido a su particular historia y a la composición de su accionariado, en el que el gigante del acero mundial no era el único accionista. Hasta que en 2011 se hizo con la totalidad del acccionariado.
ArcelorMittal Sestao recogió en cierta manera la actividad industrial de la histórica Altos Hornos de Vizcaya (AHV), pero con una décima parte de su plantilla de sus factorias de Sestao debido a una revolución absoluta en sus procesos productivos. 
ArcelorMittal Sestao produjo en 2007 1,5 millones de toneladas de acero, lo que supone aproximadamente el 8% de la producción total de acero en España.
A finales del 2007 cambió su nombre de Acería Compacta de Bizkaia (ACB) al actual aunque popularmente se la sigue conociendo con el antiguo nombre.

## Productos
ArcelorMittal Sestao produce bobinas de acero laminado en caliente y acero laminado en caliente decapado. La presentación del producto se realiza en bobinas de diferentes espesores, pesos y anchuras.
Por otro lado presenta una importante gama de diferentes tipos de aceros de diferentes características, orientadas a diferentes aplicaciones.

## Actividad
La planta industrial de ArcelorMittal Sestao combina en un solo proceso todas las operaciones necesarias para producir bobinas de acero laminado a partir de chatarra y prerreducidos de hierro. Las principales instalaciones de ACB se encuentran alojadas en una nave de 526 metros de largo, en cuya cabecera está la acería eléctrica y en la que se ubica también la Unidad Compacta: Colada continua y tren de laminación.
La acería de ArcelorMittal Sestao utiliza la tecnología conocida en inglés como CSP (Compact Strip Production), que en castellano suele ser denominada Tecnología de planchón delgado.
Como materia prima se utiliza principalmente chatarra. Esta se transporta en su mayor parte mediante barco, ya que la fábrica cuenta con muelles sobre la Ría de Bilbao, que permiten el transporte de materia prima por barco hasta la misma fábrica. Una vez clasificada esta se lleva a unos hornos de arco eléctrico, donde se lleva a cabo su fundición.
En 2007 produjo 1,5 millones de toneladas de acero en bobinas.
La mayor parte de la producción de ArcelorMittal Sestao es comercializada por ArcelorMittal, aunque antes de la compra de todas sus accioens por parte de Arcelor la empresa de Sestao poseía sus propios canales de comercialización independientes.

## Historia
ArcelorMittal Sestao es la heredera más directa de la actividad industrial de la histórica Altos Hornos de Vizcaya (AHV). AHV, fundada en 1902, fue la empresa más emblemática de Vizcaya, la que más trabajadores empleó, y la empresa en torno a la cual se produjo la industrialización de toda la región. 

### Declive de Altos Hornos de Vizcaya
A finales del siglo XX, AHV había dejado de ser competitiva y subsistía gracias a subsidios estatales. A mediados de 1991 el Ministerio de Industria de España decidió finalmente el cierre de la cabecera de AHV (la acería que tenía en Sestao y el tren de laminación de Ansio en Baracaldo), fusionar la compañía con Ensidesa y poner en marcha el  "Plan de Competitividad Conjunto AHV - Ensidesa". Esto se llevó a cabo en 1994 con la constitución del Grupo CSI, (Corporación de la Siderurgia Integral), más tarde denominada Aceralia.
Durante la elaboración de ese plan de viabilidad surgió la idea de crear una acería compacta en Sestao que diera continuidad a la histórica actividad siderúrgica en la zona. La nueva planta emplearía una nueva tecnología completamente diferente a la de los viejos altos hornos, tendría una capacidad productiva equiparable a la de la antigua AHV, pero su impacto social sería mucho menor ya que requeriría de mucha menos mano de obra que los antiguos altos hornos.

### Inversores para la nueva acería
La creación de la Acería Compacta de Bizkaia tuvo un claro impulso político. El Gobierno Vasco, interesado en que no desapareciera la siderurgia del País Vasco y en mantener parte de los puestos de trabajo que se iban a perder por el cierre de AHV, aportó 12 millones de euros de subvención y participó con un 10% del capital de la sociedad. También influyó en el apoyo al proyecto el hecho de que los dos ministros de industria que hubo en la época, José Claudio Aranzadi y Juan Manuel Eguiagaray fueran bilbaínos, ya que hubo planteamientos dirigidos a concentrar toda la siderurgia española en Asturias. Para que la Unión Europea no se opusiera al proyecto, los ejecutivos vasco y central disfrazaron la creación de ACB como una iniciativa privada. Lograron convencer a diferentes inversores privados para que aportaran un 70% del capital de constitución de la empresa. Así participaron en la fundación de la Acería Compacta; el Banco Central Hispano, la BBK, el BBV, el Banco Urquijo, el Banco Exterior de España, Cosimet o Ingelectric, entre otros socios. La Corporación de la Siderurgia Integral, de capital público estatal, aportó un 20% del capital.
La empresa fue constituida ya en 1994, pero la acería no se inauguró hasta 2 años después el 30 de octubre de 1996. Se puede decir que la Acería Compacta de Bizkaia tomó el relevo de Altos Hornos de Vizcaya; ya que se ubicó en parte de los terrenos que ocupaba la cabecera de la antigua AHV en Sestao y el cierre definitivo de AHV coincidió casi en el tiempo con la inauguración de la ACB. La última colada de un horno de AHV se hizo el 2 de julio de 1996, cuatro meses antes de que se inaugurara la nueva acería. Desde el inicio de su labor productiva se llegó al acuerdo de que la CSI adquiriría toda la producción de ACB, siendo su único cliente. La construcción de la nueva acería supuso una inversión de 60.000 millones de pesetas (unos 360 millones de euros) y dio empleo en un principio a 310 trabajadores. La capacidad de la planta era originalmente de 900.000 toneladas de bobinas de acero, pero en el año 2003 se duplicaría la capacidad productiva de la acería con la apertura de una segunda línea de colada continua y una línea de decapado. Esa ampliación de capacidad productiva supuso también un aumento de la plantilla.

### Cambios de propietarios
La Corporación de la Siderurgia Integral se convirtió en 1997 en Aceralia. A la vez que Aceralia se iba privatizando y aumentando el tamaño al absorber al Grupo Aristrain y alcanzar alianzas con la luxemburguesa Arbed; fue también tomando posiciones en el capital de la Acería Compacta de Bizkaia. Los socios que habían participado en la fundación de la empresa fueron vendiendo sus participaciones a Aceralia, hasta que esta llegó a finales de la década a controlar el 80% de las acciones de ACB. El Gobierno Vasco a través de su sociedad de capital desarrollo, SOCADE y la caja de ahorros vizcaína  BBK quedaron con un 10% cada uno como los únicos accionistas minoritarios que se mantuvieron dentro de ACB
Siendo Aceralia el principal accionista de ACB desde su origen, sucesivas fusiones fueron integrando a la ACB en holdings cada vez mayores. Así, si hasta 2001 estuvo integrada en Aceralia, a partir de entonces lo estuvo en Arcelor (formada por la fusión de Aceralia y Usinor) y desde 2006 lo está en ArcelorMittal (fusión de Arcelor y Mittal Steel).
Los años 2004 y 2005 ACB entró en números rojos a pesar de que el sector del acero se encontraba en aquellos años en una coyuntura de crecimiento. En 2005 acumuló pérdidas por valor 33 millones de euros. Ello derivó durante 2005 y 2006 en un enfrentamiento abierto entre Arcelor por un lado y los accionistas minoritarios de la Acería Compacta de Bizkaia (BBK y Gobierno Vasco) por el otro. Los accionistas minoritarios acusaron a Arcelor de llevar a cabo prácticas que causaban pérdidas en la factoría vasca poniendo en peligro su viabilidad. Así acusaron a Arcelor (principal accionista de ACB y a la vez único cliente de la producción de la acería) de fijar unilateralmente unos precios más bajos de los acordados inicialmente para dar viabilidad a la ACB, cargando de esa manera pérdidas en su filial vasca mientras el Grupo mejoraba sus beneficios. También acusaron a Arcelor de aprovecharse de la mayor flexibilidad productiva de la acería de Sestao para regular la producción de acero del grupo; así en caso de sobreproducción, Arcelor priorizaba el paro de la factoría de ACB, frente al de otras acerías del grupo, lo que también pesaba en su rentabilidad. Arcelor por otra parte hizo público su interés en quedarse como único accionista de la empresa para poder hacer y deshacer a su antojo, afirmaba que Arcelor no tenía interés en deshacerse de ACB y achacaba los paros de ACB a razones técnicas debido a la tecnología más flexible de la planta sestaotarra.
La situación se recondujo a mediados de 2006 después de que la OPA de Mittal Steel sobre Arcelor tuviera éxito, los accionistas minoritarios llegaron a un acuerdo con ArcelorMittal mediante el cual la acería de Sestao recibiría un estatus especial dentro del grupo que le permitiría vender en el futuro parte de su producción fuera de la órbita de ArcelorMittal. Así ACB pasó a tener una división comercial propia para vender a terceros parte de su producción.
Sin embargo a pesar de serle reconocida esta autonomía dentro del grupo, el 1 de noviembre de 2007 la Acería Compacta de Vizcaya pasó a denominarse oficialmente ArcelorMittal Sestao, homologándose de esa manera su nombre con el del resto de filiales del grupo.

### Dificultades económicas y cierres parciales
EL 1 de agosto de 2008 ArcelorMittal anunció que pretendía aumentar la producción de la planta de Sestao hasta 1,8 millones de toneladas aprovechando la plena capacidad de producción de la planta. También anunció inversiones que ampliarían la capacidad productiva de la planta hasta los 2 millones de toneladas anuales. Como principal incertidumbre se encontraba el encarecimiento de la electricidad, de la que depende en buena parte la planta de Sestao ya que funciona con hornos eléctricos.
Sin embargo a raíz de la Crisis económica de 2008-2016, dos meses después de anunciar las medidas anteriores, la planta se vio obligada a parar durante varias semanas en octubre para ajustar su producción a la caída de la demanda de acero. En 2016 comunicó una "parada temporal indefinida".

## Accionariado
ArcelorMittal es el accionista mayoritario, ya que controla el 80% de la sociedad. Sin embargo el 20% restante se encontraba repartido entre la caja de ahorros local BBK y SOCADE, una empresa perteneciente al Gobierno Vasco. 

### Control total por parte de Arcelor
En 2011 ArcelorMittal se hizo con la totalidad de las acciones garantizando la continuidad de la planta hasta abril de 2016. Precisamente en ese 2016 comunicó una "parada temporal indefinida".